# 陭氏县
陭氏县，中国古县名。
西汉置，治所在今山西省安泽县东南，属上党郡。西晋废。十六国汉赵刘聪复置，为冀州治。北魏废。 